# Autopistas urbanas de Santiago de Chile

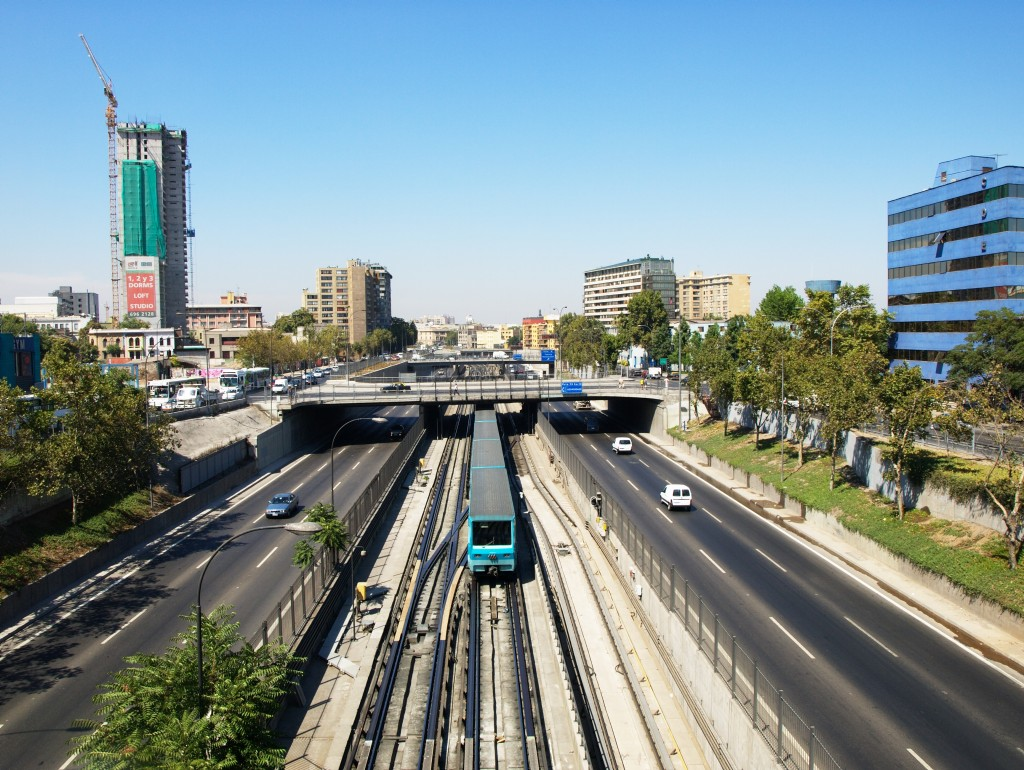
Autopista Central.

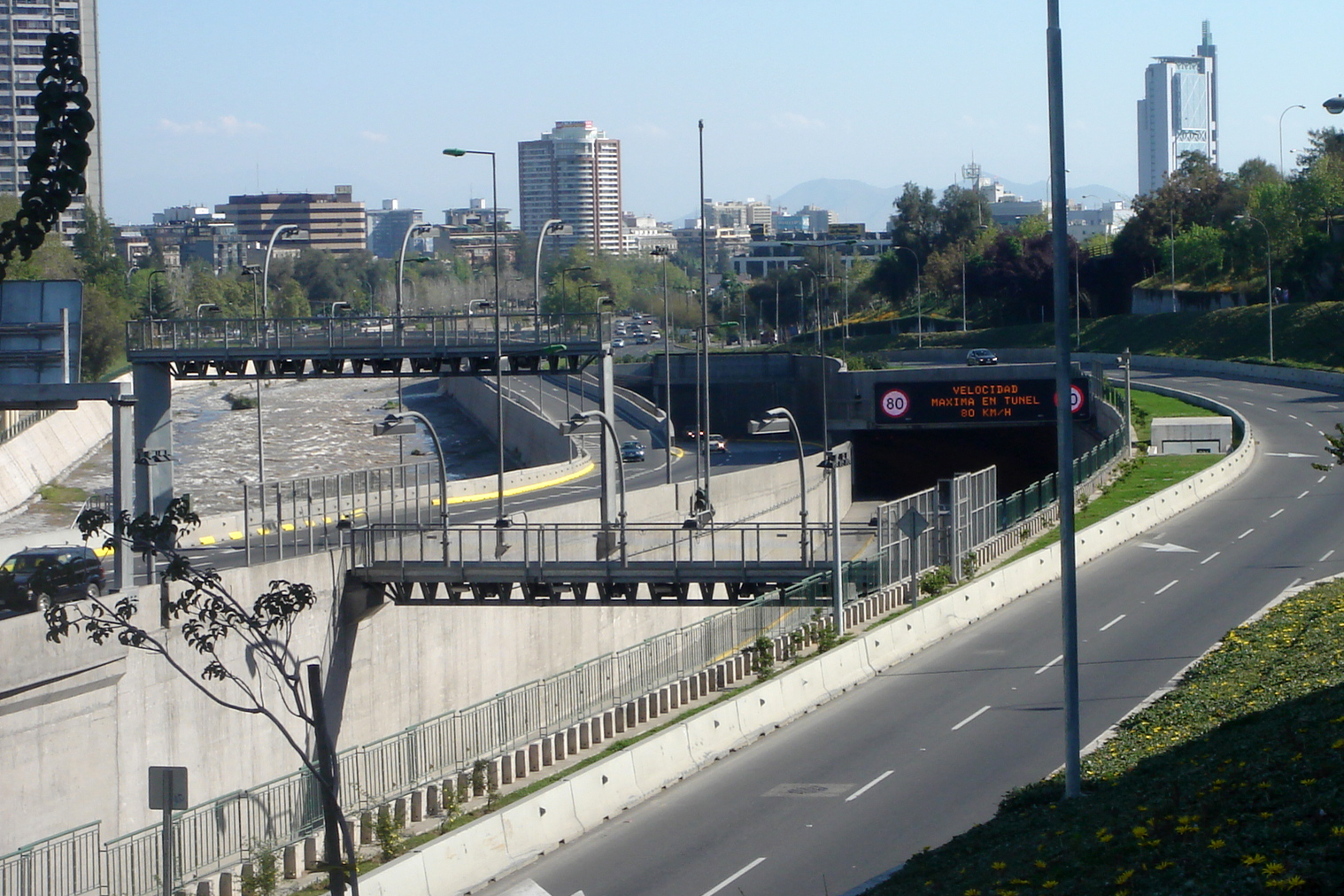
Cobro electrónico de peajes en la Autopista Costanera Norte, Santiago de Chile.

Las autopistas urbanas de Santiago de Chile, son una red de modernas autopistas urbanas pagadas de alta velocidad con la intención de mitigar la congestión vehicular existente en la región, disminuyendo el tiempo de traslado. Debido a su tecnología, están consideradas como la red de autopistas urbanas más modernas de América Latina. Algunas de estas autopistas ya se encuentran en funcionamiento (Autopista Central, Costanera Norte, Vespucio Sur, la Autopista Norponiente, Vespucio Norte, el Túnel San Cristóbal, Vespucio Oriente, el Acceso Nororiente y el Acceso Sur a Santiago), mientras que otras todavía están proyectadas (Costanera Central, por el borde del zanjón de la Aguada; la Autopista Puente Alto-San Bernardo; la Ruta Orbital, que recorrerá la zona precordillerana de la ciudad; la Conexión Vial entre las Rutas 68 y 78, que continuará la Costanera Norte entre el camino a Valparaíso y la Autopista del Sol; y Paseo Pie Andino, en el sector nororiente).
El diseño de las autopistas contempla por lo general vías rápidas (diseñadas para altas velocidades, protegidas del exterior, afectas a cobro), también llamadas vías expresas; y las calles de servicio, para el flujo local, completamente gratuitas. Para cumplir con los estándares de una autopista, fue necesaria la expropiación de terrenos aledaños a la construcción.

## Autopista Central - Sistema Norte Sur

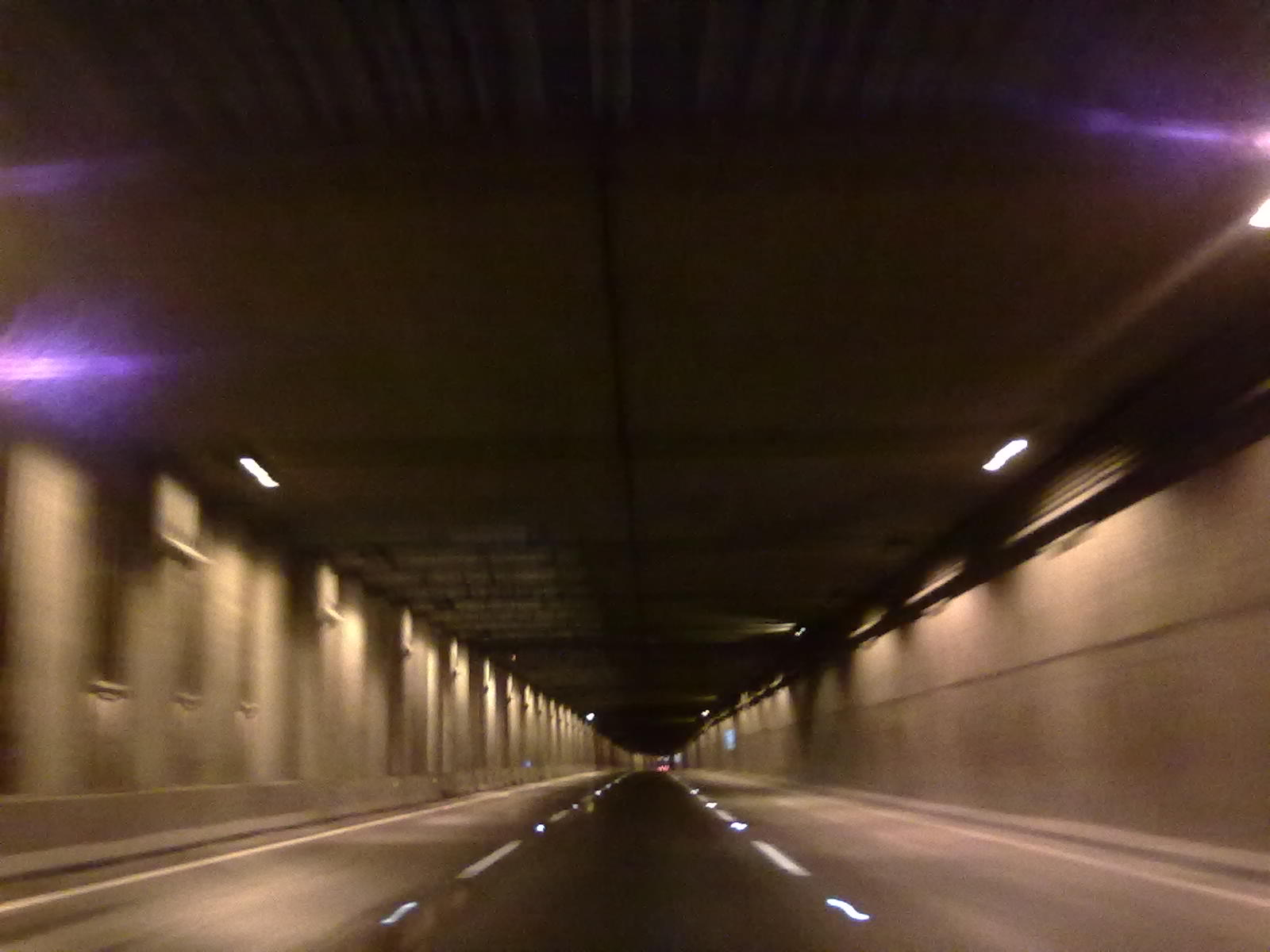
Autopista Central Eje General Velásquez en Quinta Normal.

La Autopista Central se extiende de norte a sur en la capital, y contempla 60.5 km de longitud: 39.6 km correspondiente a la Ruta CH-5, y 20.9 km correspondientes a la Avenida General Velásquez (Ruta CH-74). Algunos sectores se encuentran en operación desde el 1 de diciembre de 2004. Para fines de 2006 ya se encuentra en funcionamiento el eje completo, cruzando la metrópolis en no más de 30 minutos, desde la unión con el eje Norte Sur en San Bernardo, por el Sur (Ruta CH-5 Sur) y por el Norte, en Renca, volviéndose a conectar con el eje citado que en ese tramo ya se conoce como Ruta CH-5 Norte.
Es una de las primeras autopistas en el mundo en operar con el sistema de peaje en movimiento Free flow.

### Eje Norte-Sur
Este tramo se ubica entre el enlace de la Ruta CH-5 y Avenida Américo Vespucio Norte, en la comuna de Quilicura, y el extremo norte del Puente Maipo, en la comuna de San Bernardo. Cuenta con 49 pasos superiores e inferiores, dos puentes, 19 pasarelas peatonales y 114 hectáreas de áreas verdes. Atraviesa 11 comunas.
Es la ruta más concurrida de los dos tramos de la Autopista Central ya que circula más cerca del centro de la capital y por más sectores habitacionales. El tramo que recorre la comuna de Santiago, lo hace en conjunto con la línea  del Metro. Su hito 0 está en el paso bajo nivel de Alameda, donde se divide entre norte y sur.
En los alrededores de esta ruta se puede encontrar lugares destacados de la capital como el Museo Nacional de Historia Militar, el Palacio Cousiño, el Parque O'Higgins y el Centro de Justicia de Santiago.  
Este eje en el tramo al norte del Río Mapocho hasta el cruce de América Vespucio fue construido sobre la Carretera Panamericana que pasó a ser autopista de alto estándar. En el tramo comprendido por el Río Mapocho,por el norte, y el empalme con General Velasquez, por el sur, fue construida sobre la Autopista Norte-Sur, construida en la década de 1960 y que estaba obsoleta en su diseño y capacidades.

### Eje General Velásquez
Su identificador nacional es Ruta CH-74. Se extiende desde 1.7 km al sur del nudo Quilicura, por el norte, hasta el sector Las Acacias por el sur, con una longitud de 20.9 km (en ambos puntos se conecta al eje norte-sur). Cuenta con 32 pasos superiores e inferiores, diez trincheras, dos plazas terraza, tres puentes, seis pasarelas peatonales y 60 hectáreas de áreas verdes. El hito más importante de este eje es el Túnel Alameda, de 390 metros de longitud, que atraviesa la Alameda del Libertador Bernardo O'Higgins, el cual, desde mediados de 2006 ya se encuentra en funcionamiento. En su recorrido atraviesa 8 comunas del Gran Santiago.
Este brazo de la Autopista Central, tiene una importancia crucial para el proyecto Portal Bicentenario, el cual ya está en construcción pues lo bordea en toda su longitud y le permitirá una rápida conexión con otros puntos de la capital.

## Costanera Norte - Sistema Oriente Poniente
La autopista Costanera Norte se extiende conectando el sector nororiente de Santiago con el Aeropuerto Internacional Arturo Merino Benítez y la ruta 68-CH, que une Santiago con Valparaíso. Fue inaugurada el 12 de abril de 2005 y a partir del día 13, comenzó a hacerse efectivo el cobro.

### Eje Oriente-Poniente
Este eje es la Costanera Norte en sí, empezando por la ribera norte del río Mapocho, entre el puente La Dehesa (comuna de Lo Barnechea) en el sector nor oriente de la capital, y terminando en Américo Vespucio Poniente (comuna de Pudahuel) en la intersección con la Ruta CH-68 Santiago/Valparaíso, en el sector poniente. Contempla un túnel bajo el cauce del río Mapocho, en una extensión de 3,9 km, en el sector Bellavista - Vivaceta, y un tramo de 2,7 km al costado norte del actual cauce del río, entre Los Saldes y Bellavista. Extensión: 35 km y 3 pistas por sentido, incluyendo 24 enlaces, 7 atraviesos, 14 puentes y pasarelas peatonales. Atraviesa 11 comunas.

### Eje Kennedy

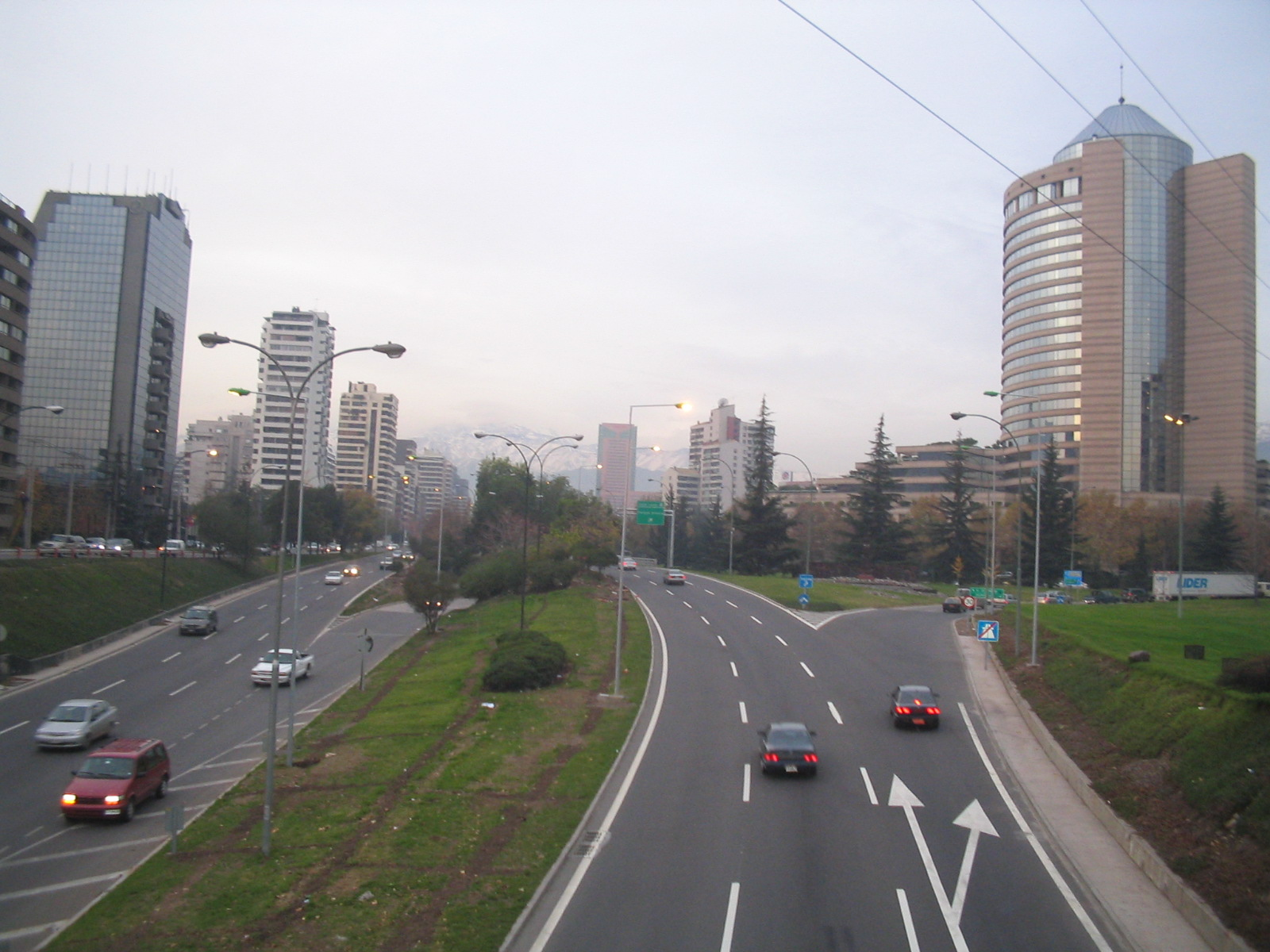
Tramo de la autopista: Av. Kennedy, Las Condes.

Este eje tiene una longitud de 7,4 km y consiste en un mejoramiento de la existente Avenida Kennedy, entre Avenida Tabancura (Nudo Estoril), en la comuna de Las Condes, hasta el puente Lo Saldes (Nudo Lo Saldes), en la comuna de Vitacura. Sus obras más importantes son la construcción en desnivel del enlace Estoril, mejoramiento y construcción de 3 hectáreas de áreas verdes y un sistema de iluminación en su trazado. Cabe destacar que la autovía norte entre Américo Vespucio y la Rotonda Pérez Zujovic no tiene geometría de autopista, ya que las entradas/salidas son a 90 grados y no hay una marcada separación entre las viviendas y la calzada.

## Autopista Vespucio Norte
Autopista Vespucio Norte Express conecta el sector de El Salto (comuna de Huechuraba), con la Ruta CH-78 Santiago/San Antonio, a través de la Avenida Américo Vespucio. Contempla una longitud de 29 km de doble calzada, 25,5 km de calles de servicio, cuatro puentes, 20 estructuras entre pasos a desnivel y enlaces, 25 pasarelas peatonales, 22 paneles de información dinámica y vallas segregatorias de vías expresas en toda su longitud. Fue inaugurada el 4 de enero de 2006.

## Autopista Vespucio Sur

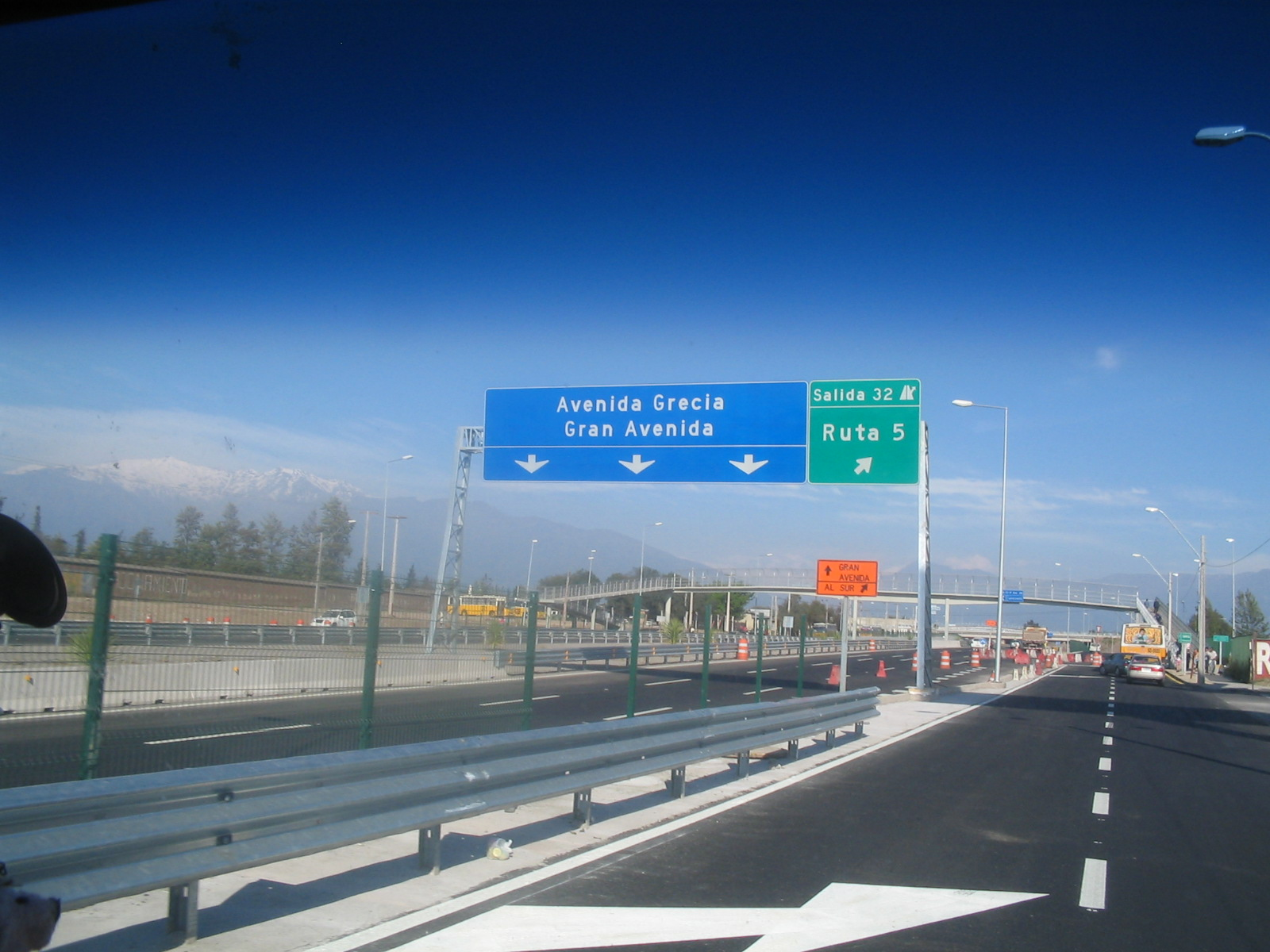
Autopista Vespucio Sur.

La Autopista Vespucio Sur fue inaugurada el 29 de noviembre de 2005 y recorre la Avenida Américo Vespucio entre Avenida Grecia en las comunas de Peñalolén y Ñuñoa y la Ruta CH-78 Santiago/San Antonio, en la comuna de Maipú. Cuenta con 29 pasarelas peatonales, 42 intersecciones desniveladas de las vías principales y secundarias, 15 pórticos de cobro automático, cruces peatonales cada 400 metros y 27 hectáreas de nuevas áreas verdes, plazoletas, glorietas, sectores de paseo, de descanso; además de barreras acústicas donde haya centros educacionales y colectores destinados al encauzamiento de las aguas lluvias. Parte del bandejón central de la autopista fue utilizado para la construcción de las Líneas  y  del Metro de Santiago, desde la rotonda Grecia hasta la estación La Cisterna, en la intersección con la Gran Avenida José Miguel Carrera. Un hito importante de esta Autopista, es el Túnel Vicuña Mackenna, de 287 metros de longitud, que atraviesa por debajo de la avenida Vicuña Mackenna, cercano a la estación homónima del Metro de Santiago.

## Túnel San Cristóbal

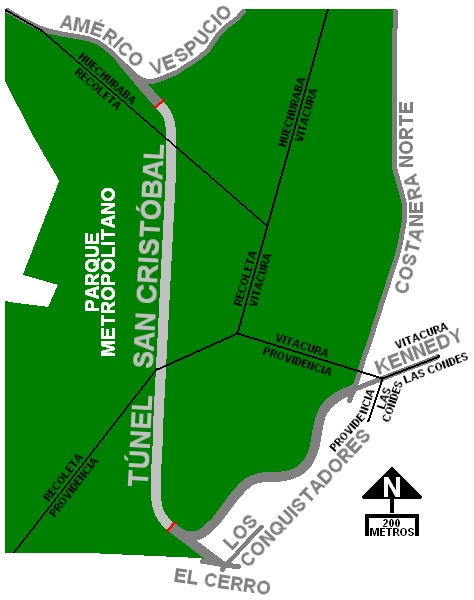
Plano del Túnel San Cristóbal.

El Túnel San Cristóbal, también llamado Túnel El Salto-Kennedy o Variante Vespucio-El Salto-Kennedy, consiste en un sistema de dos túneles paralelos que cruzan en sentido norte-sur el Parque Metropolitano de Santiago de Chile, conectando las comunas de Providencia y Huechuraba. Se puede recorrer en un tiempo de entre 3 y 5 minutos, lo que facilita el desplazamiento de los santiaguinos en automóvil al optimizar los viajes dentro de la capital. El Túnel que descarga hacia el norte en Huechuraba lo hace en Autopista Vespucio Norte Express, conectándose con la bajada de La Pirámide. La descarga hacia la zona oriente, por su parte, se hará en dos sentidos, uno hacia el Eje Kennedy de la Autopista Costanera Norte y otro por Avenida El Cerro, evitando así la subida de La Pirámide, que hoy se ve colapsada.
La concesión, que representó una inversión de 70 millones de dólares, contempló la construcción de obras de vialidad superficial para la conexión directa entre el norte y oriente de Santiago. Ambos túneles unidireccionales cuentan con equipamiento de seguridad del más alto estándar, con dos pistas de 3,5 metros por dirección. La obra vial, que atraviesa tres comunas del Gran Santiago (Huechuraba, Recoleta y Providencia), contempla también servicios al usuario, tales como  vehículos y teléfonos de emergencia, grúas, cámaras con sistema de circuito cerrado, monitoreo de tráfico, detección de accidentes, vías de evacuación (8 galerías, 7 peatonales y 1 vehicular), sistemas de señalización variable, ventilación y detección de incendios, entre otros.
El Túnel San Cristóbal opera bajo el sistema de free flow (cobro remoto de peaje), lo que implica que quienes accedan al Túnel deberán contar con su respectivo Televía.
El Túnel, en realidad, atraviesa el Cerro Tupahue y no el San Cristóbal, pero suele denominarse popularmente de esta forma a todo el Parque Metropolitano de Santiago, por lo que se utilizó el mismo nombre para el Túnel.

## Acceso Nororiente
Acceso Nororiente es una autopista de peaje que Sacyr Vallehermoso (SyV) construye en Santiago de Chile y cuya gestión estará a cargo de su filial Itínere, con el propósito de mejorar la accesibilidad a la zona nororiente de la ciudad, y producir un mejoramiento significativo del nivel de servicio vial hacia ese sector del Gran Santiago. Tendrá un periodo de concesión máximo de 40 años, contará con una inversión cercana a los € 200,000,000 (US$ 150,000,000 en Chile, US$ 250,000,000 en España) y tendrá una longitud de 22 kilómetros que conectarán el Puente Centenario (en el sector de La Pirámide) con la Carretera General San Martín y la Ruta 5 Norte, constituyéndose en una alternativa de ingreso y salida de vehículos hacia y desde el norte de Chile. Además, fue implementada como solución vial para los nuevos sectores habitacionales de Colina (Piedra Roja, Hacienda Chicureo, Las Brisas, Los Polos, entre otros), reduciendo a menos de la mitad los tiempos de circulación actuales (de 45 a 20 minutos aproximadamente) al redistribuir los flujos vehiculares, descongestionando la Ruta 5 Norte y la Avenida Américo Vespucio, vías que reciben actualmente la carga del flujo tanto hacia Colina como al norte, provocando serias aglomeraciones en horas punta y temporadas altas. Aquello permitirá potenciar la demanda de viviendas en la Provincia de Chacabuco e incentivar allí el desarrollo de zonas industriales, para sacar de Santiago central factorías contaminantes.
Es la quinta autopista urbana de Santiago y una de las principales vías de la Región Metropolitana, dado que beneficiará a más de 500,000 personas. Además, es la sexta concesión en Chile de Itínere, principal operador de infraestructuras en ese país, con una inversión global comprometida superior a los 1,700 millones de euros y más de 620 kilómetros de autopistas.
La constructora cerró en el mes de diciembre de 2007 la financiación para el proyecto con el Banco de Chile, que lideró el crédito de 170 millones de euros, con un plazo de vencimiento máximo de 23 años y estructurado en diversos tramos para adecuarse a las características del proyecto.
El 6 de febrero de 2008, SyV puso en marcha un primer tramo de 7.7 kilómetros, que conecta la Avenida El Valle, en la zona de Chicureo, con el kilómetro 18 de la Ruta 5 Norte. La Autopista entrará completamente en servicio a principios de 2009, cuando estén listos los 14 kilómetros restantes, correspondientes al tramo oriente, que es el de mayor complejidad por la orografía de la zona y que incluye el túnel Montegordo (de 1.6 kilómetros de longitud) y los dos túneles Manquehue (800 metros de largo). Otras infraestructuras destacadas que requiere el proyecto son los viaductos El Salto, Arquitecto Cruz y Las Canteras, y el paso superior Huechuraba.

## Vespucio Oriente
La Autopista Vespucio Oriente (AVO) — también llamada 'Autopista Américo Vespucio Oriente - es una autopista en Santiago de Chile. 
El primer tramo, conocido como "Vespucio Oriente 1" o "AVO 1", se encuentra entre el sector de Avenida El Salto en Huechuraba y Recoleta, y Avenida Príncipe de Gales en La Reina. Tiene una extensión aproximada de 9 kilómetros, y fue inaugurada el 23 de julio de 2022 El segundo tramo, conocido como "Vespucio Oriente 2" o "AVO 2" se ubica entre Avenida Príncipe de Gales en Ñuñoa y La Reina, y la Rotonda Grecia en Ñuñoa y Peñalolén el cual es el último tramo pendiente para completar la Circunvalación Américo Vespucio como autopista. 
El costo del proyecto fue cotizado para 3 alternativas: subterránea (US$ 1000 millones), trinchera cubierta (US$ 800 millones) y a nivel de superficie (US$ 500 millones). Finalmente, se optó por dividirlo en tres tramos: un viaducto elevado desde El Salto hasta el cerro San Cristóbal, un túnel minero desde este punto hasta la intersección de Tobalaba con Príncipe de Gales, y una trinchera cubierta desde este punto hasta avenida Grecia, lo que costará 940 millones de dólares y será "AVO 2".[cita requerida]
El trazado atraviesa siete comunas del Gran Santiago de Norte a Nororiente; Huechuraba, Recoleta, Vitacura, Las Condes y La Reina correspondiente a "AVO 1", y La Reina, Ñuñoa, y Peñalolén correspondientes a "AVO 2". 
AVO 1 ahorra a los automovilistas aproximadamente 50 minutos en tiempos de viaje por día.